# Pancrazio Jacovetti da Calvi
Pancrazio Jacovetti da Calvi (Calvi dell'Umbria, v. 1445 - 1516) est un architecte, un sculpteur et un peintre italien qui a été actif en Ombrie et le Latium du XVe au début du  XVIe siècle. 

## Biographie
Pancrazio Jacovetti est né à Calvi dell'Umbria vers 1445. Son nom, avec la qualification de « pictor », figure dans un document daté du 8 mars 1467 conservé aux Archives notariales de Calvi.
Une lecture inexacte d'un document d'attribution avait conduit à identifier l'auteur comme étant Panciatico d'Antonello da Calvi, mais il a été compris par la suite que le nom du peintre doit être lu comme Pancrazio
Le lieu et la date du décès de Pancrazio Jacovetti ne sont pas connus, mais sa mort doit être antérieure à avril 1513, lorsque ses trois fils vendirent un terrain encore indivis appartenant à la famille et dans un document de 1516, Rinaldo est défini « comme le fils du maître décédé ».
Pancrazio fut un élève de  Lorenzo da Viterbo et influencé par Antoniazzo Romano.
Pancrazio Jacovetti da Calvi est le père de Rinaldo  peintre également (v. 1470 - 1528).

## Œuvres
- Vierge à l'Enfant, Annonciation, église san Biagio, Corciano.
- Mariage mystique de sainte Catherine (1477), musée civique, de Viterbe.

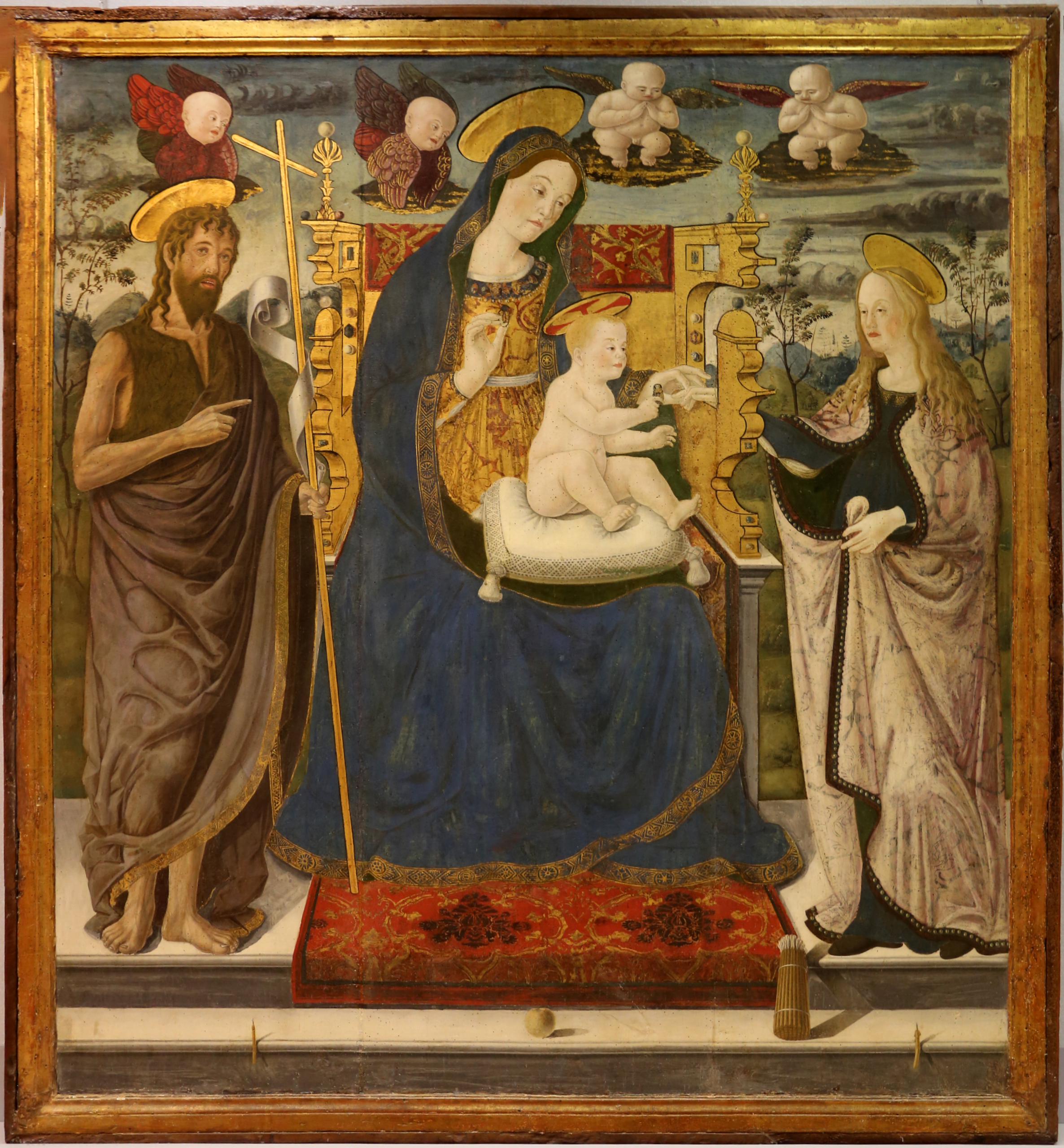
Mariage mystique de sainte Catherine

.